# Rahotep (príncep)
Rahotep va ser un príncep egipci de la IV Dinastia. Probablement era fill del faraó Snefru i de la seva esposa principal, tot i que Zahi Hawass suggereix que el seu pare podria haver estat Huni.
| D21 · D36 | R4 · X1 · Q3 |

| D21 · D36 | R4 · X1 · Q3 |

Rahotep (R 'htp) significa "Ra està satisfet". Altres significats serien "Ra-pacífic", "Ra-contingut".
Els títols de Rahotep van ser inscrits en una magnífica estàtua que el representa a ell i a la seva esposa excavada de la seva mastaba a Meidum el 1871 per Auguste Mariette. Aquestes inscripcions el descriuen com a Gran Sacerdot de Ra a Heliòpolis (amb el títol afegit exclusiu a Heliòpolis, la ciutat de Ra, de "El més gran dels vidents"), Director d'Expedicions i Supervisor d'Obres. També duia un títol atorgat a l'alta noblesa, "Fill del Rei, engendrat del seu cos".
El germà gran de Rahotep era Nefermaat I, i el seu germà petit era Ranefer. Rahotep va morir quan era jove, de manera que el seu germanastre Khufu es va convertir en faraó després de la mort de Snefru.
L'esposa de Rahotep era Nofret, els pares de la qual no es coneixen.
Nofret i Rahotep van tenir tres fills: Djedi, Itu i Neferkau, i tres filles: Mereret, Nedjemib i Sethtet. Tots ells apareixen representats a la tomba de Rahotep.

## Imatges

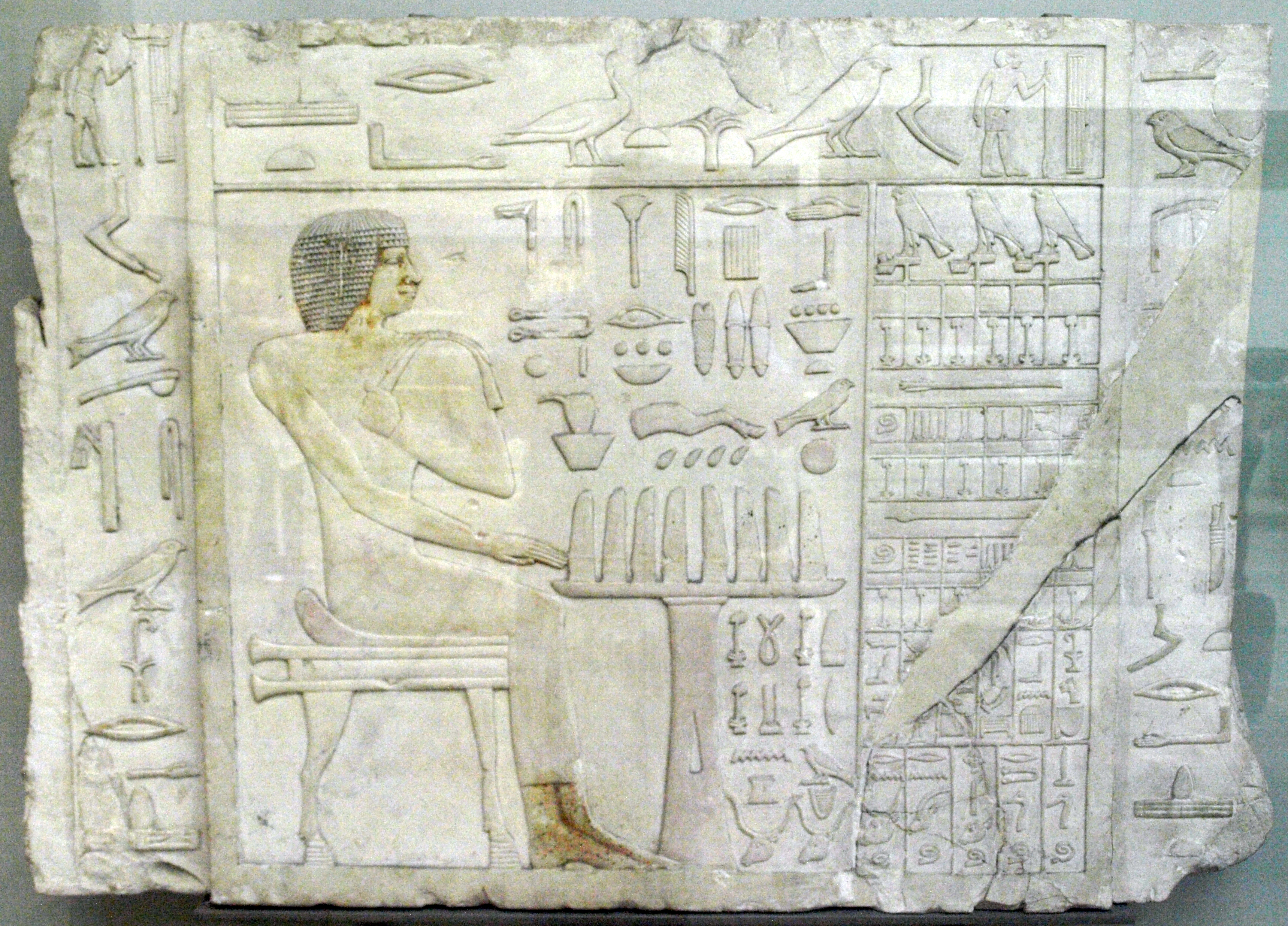
Estela de lloses de Rahotep (British Museum).
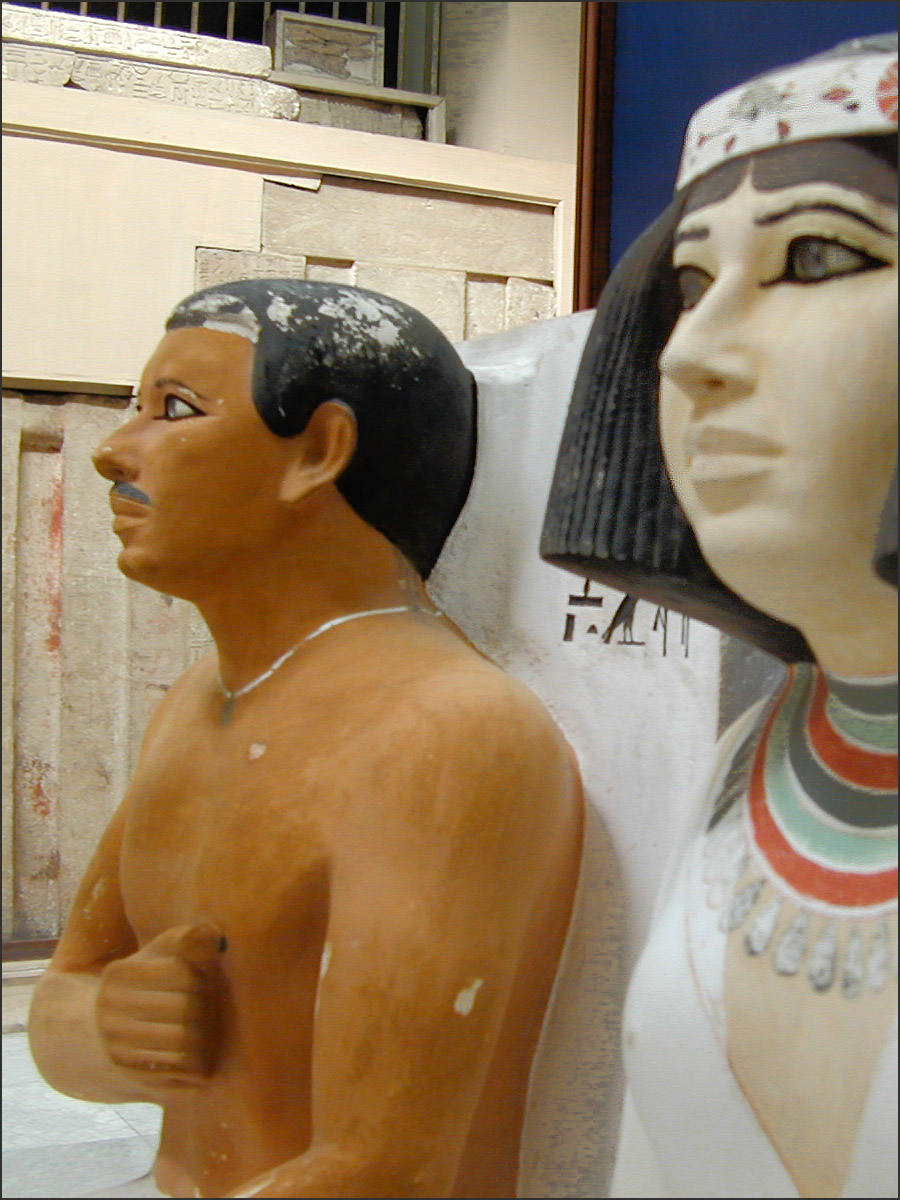
Estàtues de Nofret i Rahotep. detall (Museu Egipci del Caire).
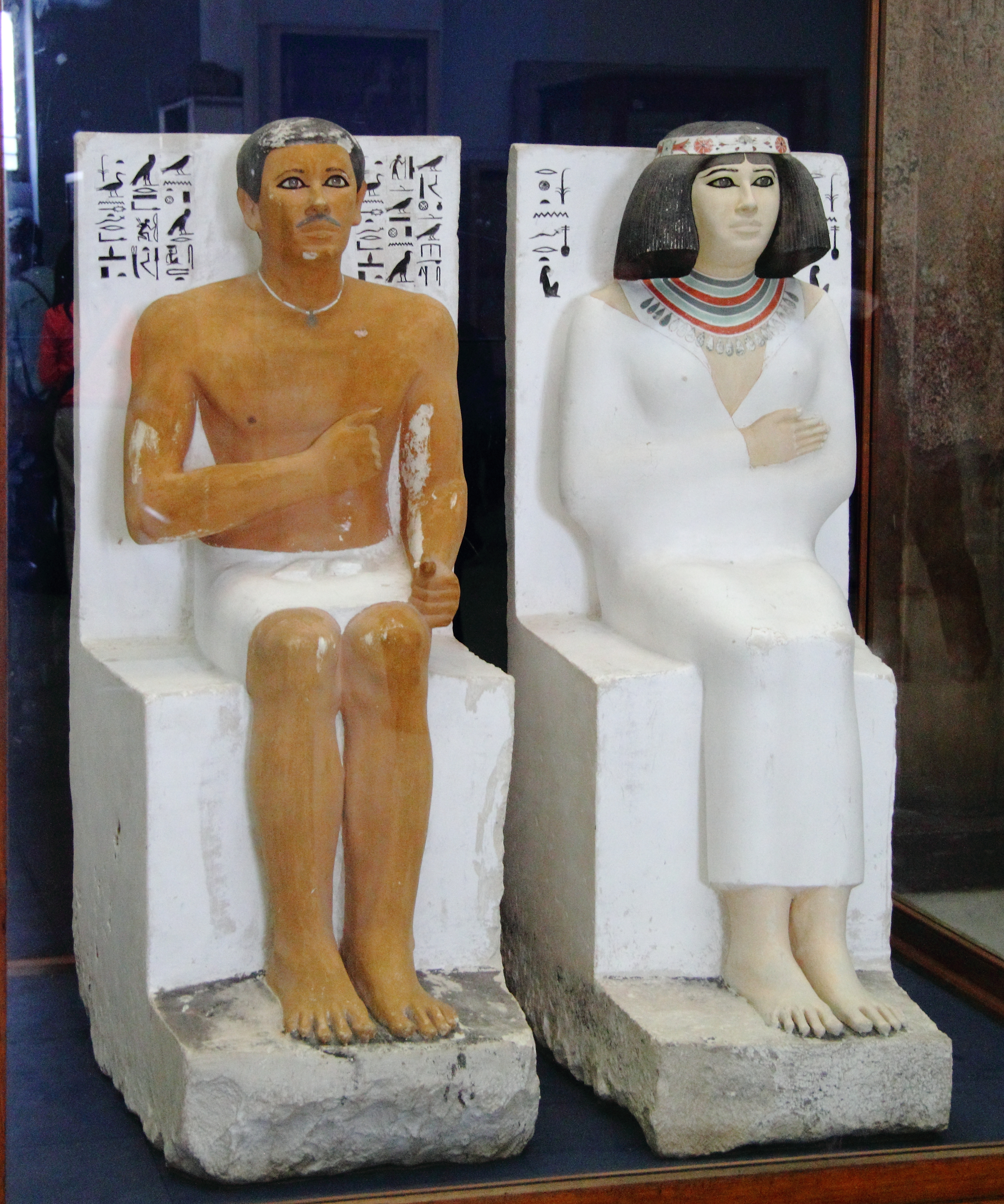
Estàtues de Nofret i Rahotep (Museu Egipci del Caire).
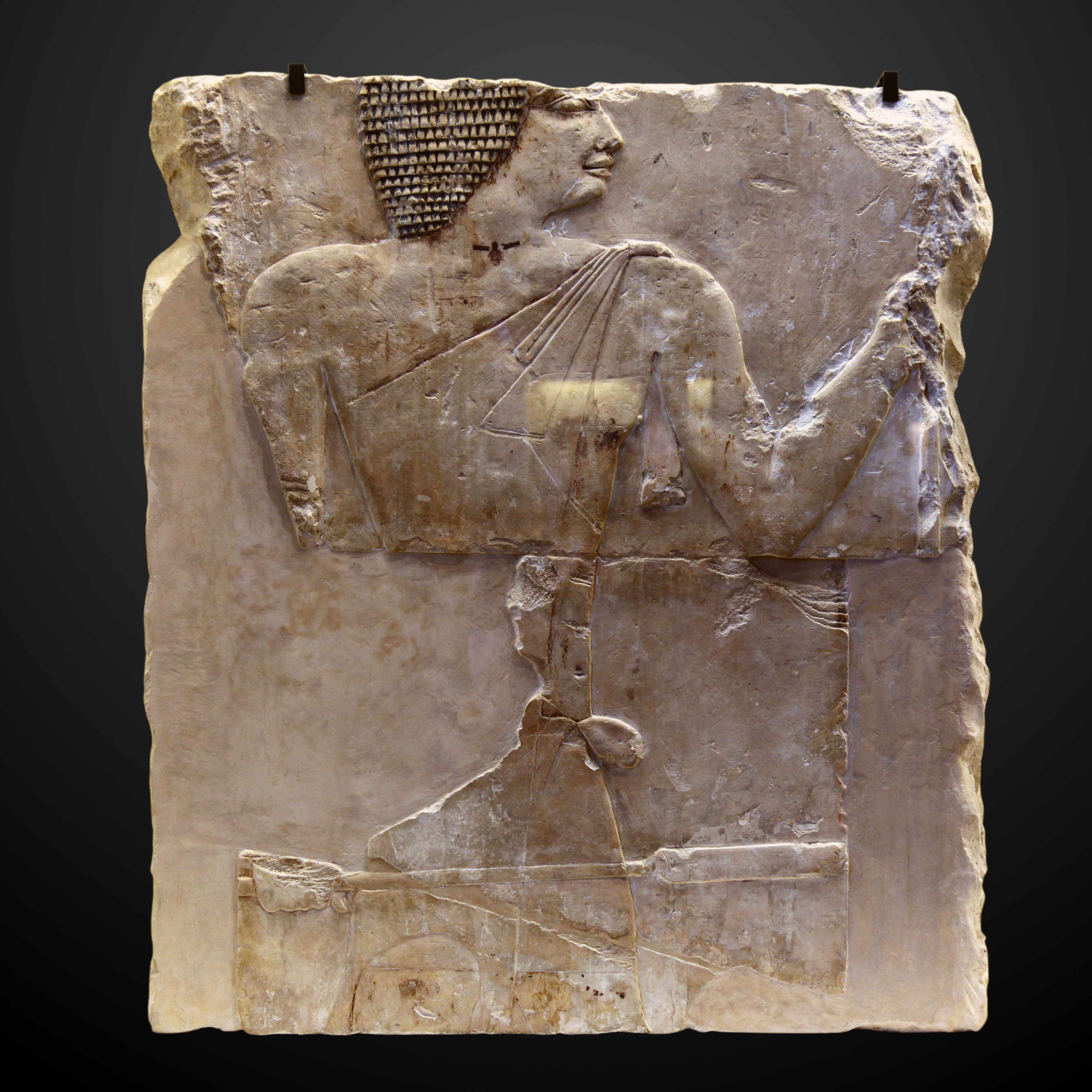
Estela de la mastaba de Rahotep (Museu del Louvre).